# Souleymane Demba
Souleymane Demba est un footballeur malien né le 17 juin 1991 à Lusaka.
Il évolue au poste de milieu défensif ou de défenseur au Chabab Mohammédia.